# ナタリア・カネム
ナタリア・カネム（Natalia Kanem）は、医師、国際公務員。2017年から国連人口基金（UNFPA）の事務局長を務めている。女性としては国連で最も高い地位にいる人物の一人であり、ラテンアメリカ出身者として初めてUNFPA事務局長となった。

## 学歴
ハーバード大学で歴史学を専攻していた。その後1975年の国際婦人年に合わせて実施された国際会議に参加したことをきっかけに、大学で女性の権利問題に関わるようになる。その後コロンビア大学医学部に転校し卒業。その後はシアトルにあるワシントン大学で公衆衛生と疫学を研究して修士号を取得した。

## 経歴
カネムはジョンズ・ホプキンス大学とコロンビア大学医学部でキャリアをスタートさせた。1992年から2005年までフォード財団で勤務し、西アフリカ代表として性と生殖に関する健康分野で尽力した。その後同財団の副代表となり、世界全体での平和と社会正義の実践に取り組んだ。
2014年からはUNPFAでのキャリアをスタートさせた。最初はタンザニアの代表を3年間務め、その後プログラム担当の事務局次長に就任。2017年10月3日に国連事務総長のアントニオ・グレーテスからUNFPA事務局長に任命された。